# 강윤희 (역도 선수)
강윤희(1992년 10월 15일 ~ )는 대한민국의 역도 선수이다.